# 花畔
花畔（ばんなぐろ）は北海道石狩市にある地名。石狩川の旧河道たる茨戸川の、左岸（南岸）沿いの地区である。

## 地名の由来
アイヌ語のパナ・ウングル・ヤソッケ（川下人の漁場）に由来する。「川下人」とは石狩川下流域に住んでいた、シャチやサメを守護神とする海の一族であり、神居古潭より上流域で暮らしていた、ヒグマを守護神とする山の一族ペナウンクル（川上人）と対比させた名称である。
江戸時代の石狩川漁場の図では、現在の花畔である石狩川左岸の地には該当する名称が付されておらず、その対岸に「下ハナンクロ半兵衛」、少しさかのぼって「上ハナンクロ伝次郎・久右エ門」と記されている。つまり石狩川右岸の地名だったころは原音に近い「ばなんぐろ」と呼ばれており、そこに「花畔」の字を当てはめるのも不自然ではない。
1871年（明治4年）5月、石狩川左岸の地を「花畔村」と命名したのは、開拓使の岩村通俊判官であったと伝わる。

## 歴史

### 19世紀
1871年（明治4年）5月、岩手県より農民39戸129人が入植し、花畔村が開かれる。2年後の1873年（明治6年）ころには40戸で14.6町の開墾状況となっており、同年8月にホーレス・ケプロンが、生振村と併せて「開墾の進度が速やかである」と黒田清隆開拓次官に報告している。
1892年（明治25年）春、花畔村5線の金子清一郎が、和歌山県の上山英一郎が経営する農園から除虫菊のダルマチア種を取り寄せ、北海道で初の除虫菊栽培を行った。
1893年（明治26年）2月19日、「花畔村村民契約證」が定められ、村内での生活にあたっての規則が明文化された。特に第1条では防風林の保全について規定し、無断伐採には罰則を科すなど厳しい内容となっている。また追加条項により村内は、上組・中組・下組・屯田新道組・軽川新道組の5組編成となった。
同1893年、北海道庁が石狩付近の殖民地区画を実施し、花畔原野もその対象となった。翌1894年（明治27年）、石川県江沼郡大土村より加賀団体が花畔原野に入植する。
1898年（明治31年）2月12日、135名の出席者による村中惣会にて、「村会議法規則」「村内組合法規約」「組長撰挙法」「伍長の心得及撰挙法」が成立する。さらに同年3月5日には「花畔村下組組合規約」「花畔村下組評議員任務」、翌1899年（明治32年）12月18日の大集会では「総代人撰挙規約」が定められ、村のルール作りが進んでいく。

### 20世紀前半
1902年（明治35年）4月1日、北海道二級町村制の施行により、花畔村は樽川村と合併して花川村となる。
1907年（明治40年）4月1日、北海道一級町村制の施行により、花川村は石狩町と合併する。しかし2度の合併を経ても「花畔村」の名称は、大字として長く使い続けられることになる。
1922年（大正11年）10月28日、軽川と花畔を結ぶ軽石軌道の運転が始まる。この軌道の停留場には駅舎のないものが多かったが、花畔駅は佐々木商店を借りて待合室とし、駅員1名が在勤していた。
1925年（大正14年）12月、吉田茂一ほか12名が「花畔土功組合」設立発起人会を開催し、800町歩の造田計画を立てたが、北海道庁からの許可を得られなかった。調査の結果、一部の土質が不適当とみなされたからである。しかし、開拓以来の畑作を続けてきた一帯の地力は衰えつつあり、また酪農でも十分な収入を得られず、もはや農民たちは水田造成に賭けるよりほかなかった。
1927年（昭和2年）、石狩川から電気揚水して砂地の水田化を目指す「花畔十線用水組合」が設立。道庁の許可を得て工事に着手し、年末にほぼ完了させた。翌1928年（昭和3年）3月20日には一部残っていた工事と揚水機の取り付けを開始し、5月10日に完成させて初の通水式を行った。組合は灌漑面積63町3反の約50パーセントに作付し、反当たり4俵余りの収穫を得た。
この成功により花畔周辺で造田の意欲が高まり、1930年（昭和5年）には新しい「花畔土功組合」が設立。1931年（昭和6年）から工事を始め、1935年（昭和10年）に327町歩の造田計画を完成させた。
なお、軽石軌道の廃止時期については定かでない。北海道土木部道路課の資料では1939年（昭和14年）10月24日に営業廃止許可となっているが、実際にはその前に運行を停止したと思われる。

### 20世紀後半
1966年（昭和41年）12月、北海道住宅供給公社が石狩町域で初めての公営住宅団地となる「新札幌団地」を造成し、翌1967年（昭和42年）から分譲を開始した。これを機に石狩町は、石狩湾新港建設促進運動の一環として次なる住宅団地の開発を公社に要請したが、札幌都心部との交通問題や農地問題が妨げとなり、この時点で決定には至らなかった。
1968年（昭和43年）10月14日、石狩町開基300年・開町100年記念行事の一環として、花畔村に建設された青少年会館がオープンする。1970年（昭和45年）9月18日、花畔村開村100周年記念式典が青少年会館にて開催される。
同1970年2月からは、中断していた新規住宅団地に関する動きが再開しており、8月に仮称「花畔団地」の開発計画が策定され、10月と11月には用地買収についての協議が住宅供給公社と地元の期成会の間で開かれた。12月に入ってから、公社が「石狩湾新港地域も含めたいので来年まで待ってほしい」と石狩町長に申し出たため、合意形成はいったん先延ばしになるが、翌1971年（昭和46年）3月31日、無事に土地売買契約が締結された。
なお「花畔団地」という呼称については、「読み方が難しいので改名しよう」という意見も出たが、公社の中野理事長が「この団地開発に協力してくれた地元の名称を尊重すべきである」と述べたため、そのまま採用された。1973年（昭和48年）には団地の本格的な造成工事が着手され、分譲も始まった。その一方でこのころには花畔土地改良区や花畔十線用水組合が相次いで解散し、花畔地区における水田の歴史に幕を下ろしている。
1975年（昭和50年）には新札幌団地が2000世帯・約6800人、花畔団地が約900世帯・2000人となり、市街地化が急速に進行したため、明治以来使われ続けていた「花畔村」等の字名が地域の実情と乖離しつつあり、改正の機運が高まっていた。そこで石狩町は新しい地域名称として「花川」を提案し、関係地域住民説明会を実施するなどの後、1976年（昭和51年）12月1日から花畔村と樽川村の一部を「花川北」「花川南」と改めた。翌1977年（昭和52年）11月1日には、さらに花畔村の一部が「花川北」へと改名された。